# Saint-Côme-du-Mont

Saint-Côme-du-Mont este o comună în departamentul Manche, Franța. În 1 ianuarie 2018 avea o populație de 501 de locuitori.